# Nhà thờ Đức Bà Paris
Nhà thờ Đức Bà Paris (tiếng Pháp: Cathédrale Notre-Dame de Paris) là nhà thờ chính tòa, nơi đặt ngai tòa giám mục của Tổng giáo phận Paris, tọa lạc trên đảo Île de la Cité (nằm giữa dòng sông Seine) của thành phố Paris, Pháp. Đây là một nhà thờ Công giáo tiêu biểu cho phong cách kiến trúc gothic, nhưng việc sử dụng sáng tạo của mái cong kiểu vòm có sườn và trụ bay, cửa sổ bông gió và kính màu ghép khổng lồ đầy màu sắc kết hợp chủ nghĩa tự nhiên và phong phú của trang trí điêu khắc làm cho nó khác biệt với phong cách kiến trúc Roman trước đó.
Nhà thờ được bắt đầu khởi công vào năm 1160 dưới thời Tổng giám mục Maurice de Sully, phần lớn công trình được hoàn thành vào năm 1260, mặc dù nó đã được tu sửa thường xuyên trong các thế kỷ về sau. Vào những năm 1790, Nhà thờ Đức Bà bị mạo phạm bởi cuộc Cách mạng Pháp; phần lớn hình ảnh tôn giáo của nó đã bị hư hại hoặc bị phá hủy. Năm 1804, nhà thờ là nơi đăng quang của Napoléon I với tư cách là Hoàng đế của Pháp, và chứng kiến lễ rửa tội của Henri, Bá tước Chambord vào năm 1821 và đám tang của một số tổng thống của Cộng hòa Pháp thứ ba.
Sự quan tâm phổ biến đối với nhà thờ nở rộ ngay sau khi xuất bản, vào năm 1831, cuốn tiểu thuyết Nhà thờ Đức Bà Paris của Victor Hugo. Điều này đã dẫn đến một dự án phục hồi lớn giữa năm 1844 và 1864, được giám sát bởi Eugène Viollet-le-Duc, người đã thêm vào ngọn tháp biểu tượng của nhà thờ. Giải phóng Paris đã được tổ chức tại Notre-Dame vào năm 1944 với tiếng hát của Magnificat. Bắt đầu từ năm 1963, mặt tiền của nhà thờ đã được dọn sạch hàng thế kỷ của bồ hóng và bụi bẩn. Một dự án làm sạch và phục hồi khác được thực hiện từ năm 1991 đến năm 2000.
Nhà thờ là một trong những biểu tượng được công nhận rộng rãi nhất của thành phố Paris và quốc gia Pháp. Là nhà thờ chính tòa của Tổng giáo phận Paris, Notre-Dame chứa thánh đường của Tổng giám mục Paris (Michel Aupetit). 12 triệu người đến thăm Notre-Dame hàng năm, làm cho địa điểm này trở thành di tích được ghé thăm nhiều nhất ở Paris.
Trong khi đang tiến hành cải tạo và phục hồi, mái nhà thờ Đức Bà đã bốc cháy vào tối ngày 15 tháng 4 năm 2019. Đốt cháy trong khoảng 15 giờ, nhà thờ bị hư hại nghiêm trọng, bao gồm cả việc phá hủy ngọn lửa và phần lớn mái nhà trên trần nhà bằng đá. Các lính cứu hỏa đã có thể cứu mặt tiền, tháp, tường, trụ, cơ quan đường ống và cửa sổ kính màu. Những bức tượng trên ngọn lửa đã được gỡ bỏ để làm sạch và các di tích đã được giải cứu trong vụ cháy, nhưng các phần của trần đá bị sụp đổ. Điều tra đầu tiên chỉ ra rằng cấu trúc vẫn cơ bản là âm thanh. Tổng thống Pháp Emmanuel Macron tuyên bố rằng Notre-Dame sẽ được xây dựng lại, nhưng thời gian cần thiết để làm điều này hiện không chắc chắn.

## Lịch sử

### Các công trình tôn giáo đầu tiên

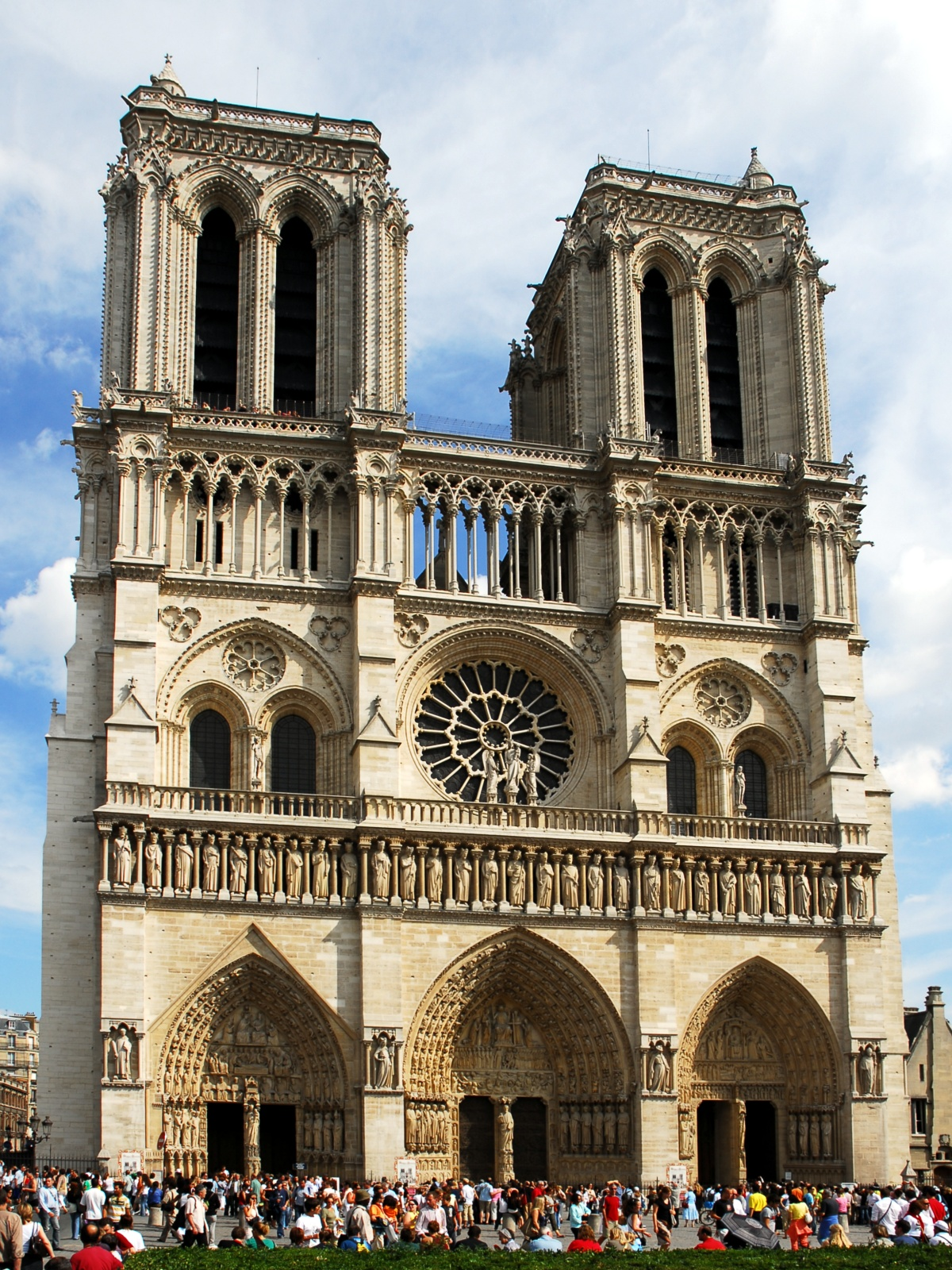
Mặt tiền nhà thờ Đức Bà Paris

Theo truyền thuyết thì thánh Dennis truyền bá Kitô giáo vào thành phố Paris khoảng năm 250. Công trình tôn giáo đầu tiên có thể đã được xây dựng bên bờ trái sông Seine, cạnh Val-de-Grâce ngày nay. Nhưng sử sách đã không ghi lại được chính xác về nhà thờ lớn đầu tiên của Paris cũng như các nhà thờ sau đó. Theo những dấu tích, trên đảo Île de la Cité từng có một ngôi đền, rồi được thay thế bởi một nhà thờ Cơ Đốc giáo mang tên Saint-Etienne. Nhưng không thể biết nhà thờ này được xây dựng vào thế kỷ 4 rồi được tu sửa sau đó hay xây vào thế kỷ 7 trên các dấu tích cũ. Một điều chắc chắn rằng Saint-Etienne là một giáo đường rất lớn và giống với các nhà thờ cổ khác của La Mã hay Ravenna. Bên trong, năm gian được chia cách bởi những cột lớn, tường được trang trí ghép mảnh. Phía Bắc nhà thờ còn có nhà rửa tội mang tên Saint-Jean le Rond.
Bên bờ trái sông Seine, tu viện Saint-Germain-des-Prés được xây khoảng thập niên 540. Nhưng vào thế kỷ 9 và 10, những người Normand thường xuyên tấn công Paris và đã phá hủy tu viện Saint-Germain-des-Prés. Tu viện mới được xây lại trong khoảng 990 tới 1021.

### Bối cảnh
Thế kỷ 12, Paris là một thành phố quan trọng của Kitô giáo. Đây cũng là giai đoạn thành phố có những phát triển mạnh mẽ về cả dân số và kinh tế. Nhà buôn và thợ thủ công tập trung tại chợ lớn bên bờ phải sông Seine. Trường học của nhà thờ tạo được uy tín. Vương triều Capet cũng quay trở lại Paris.
Ngày 12 tháng 10 năm 1160, dưới thời Louis VII, Maurice de Sully trúng cử giám mục Paris. Cùng với các tu sĩ, Maurice de Sully đã có một quyết định quan trong: xây dựng trên quảng trường Saint-Etienne một nhà thờ mới lớn hơn nhiều so với nhà thờ cũ. Nhà thờ sẽ thờ Đức Mẹ và theo phong cách kiến trúc mới, về sau được gọi là kiến trúc Gothic. Cùng với việc xây dựng nhà thờ là cả một dự án quy hoạch đô thị. 
- Nhà thờ cũ Saint-Etienne sẽ bị phá bỏ.
- Bố trí sân trước nhà thờ mới như một khoảng trung gian giữa những người ngoại đạo và các tín đồ Công giáo.
- Vạch ra con phố Neuve-Notre-Dame rộng 6 mét, cho phép một lượng lớn dân chúng đến nhà thờ.
- Tòa giám mục và Hôtel-Dieu cũng được xây dựng lại.

### Xây dựng
Năm 1163, viên đá đầu tiên được đặt với sự có mặt của Giáo hoàng Alexanđê III và vua Louis VII. Tên của kiến trúc sư đầu tiên đã không được nhắc tới. Giám mục Maurice de Sully chỉ đạo công việc xây dựng cho tới năm 1196, rồi tiếp tục bởi giám mục Eudes de Sully. Việc thi công đầu tiên gồm bốn giai đoạn chính:
- 1163-1182: Xây dựng điện và hai hành lang chính diện
- 1182-1190: Xây dựng hai gian cuối, các gian bên và diễn đàn
- 1190-1225: Xây dựng mặt ngoài, hai gian đầu của nhà thờ
- 1225-1250: Xây dựng hành lang thượng, hai tháp cùng thay đổi, mở rộng các cửa sổ.
- 1350: Chính thức xây dựng xong.

Các xây dựng tiếp theo từ cuối thế kỷ 13 cho tới đầu thế kỷ 14, tên tuổi các kiến trúc sư được ghi lại: Jean de Chelles, Pierre de Montreuil, Pierre de Chelles, Jean Ravy và Jean le Bouteiller. Hai cánh ngang nhà thờ được mở rộng, điện thờ được bố trí lại.

### Vụ hỏa hoạn lớn 15 tháng 4 năm 2019

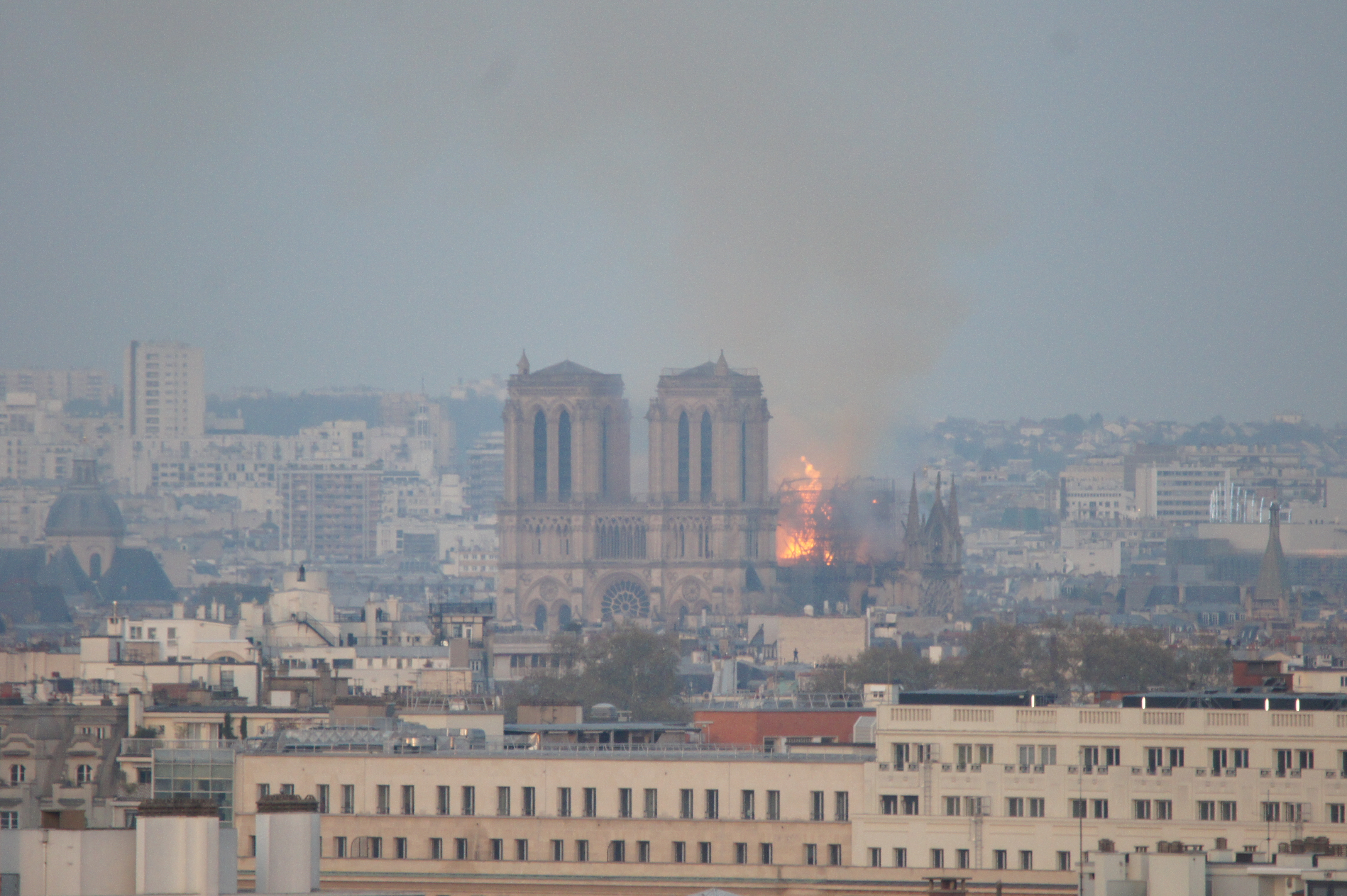
Lửa cháy tại Nhà thờ Đức Bà Paris.

Ngày 15 tháng 4 năm 2019, Nhà thờ Đức Bà Paris bị cháy. Vụ hỏa hoạn đã gây ra thiệt hại rất lớn cho cấu trúc nhà thờ. Hầu như toàn bộ mái nhà bị sụp đổ. Bên cạnh đó, các cửa sổ hoa hồng cũng bị thiệt hại phần lớn. Tuy nhiên, khu vục hầm đá vẫn còn nguyên vẹn bên trong, theo như mô tả của một số người liên quan được cho phép vào hiện trường thì "khu vực này tương đối không bị ảnh hưởng". Nhiều cổ vật đã được cứu, Tổng thống Pháp Emmanuel Macron đã tuyên bố sẽ sửa chữa lại nhà thờ và gây quỹ để khôi phục lại di sản của Paris.

### Biểu tượng lịch sử
Nhà thờ Đức Bà Paris là một trong những biểu tượng được công nhận rộng rãi nhất của không chỉ của thành phố Paris mà cả còn của cả nước Pháp. Nhà thờ Đức Bà Paris đã truyền cảm hứng cho nhiều tác phẩm như The Hunchback of Notre Dame của Hugo và bộ phim Disney năm 1996. Đây là nhà thờ chính tòa của Tổng giáo phận Paris, Notre-Dame do Tổng giám mục Paris (Michel Aupetit) quản lý. Hàng năm có hơn 12 triệu khách du lịch ghé thăm nơi đây.